# Chomsong
Pour l'observatoire de Gyeongju, voir Cheomseongdae.
Chomsong est un observatoire astronomique construit vers l'an 500 près du mont Taesong à Pyongyang, alors capitale du royaume coréen de Goguryeo. Des fouilles récentes[Quand ?] réalisées à l'ouest des vestiges du palais royal d'Anhak ont permis de le localiser. Il était constitué d'une installation rectangulaire centrale entourée par une structure heptagonale en pierre taillée rappelant le style du Cheomseongdae, l'observatoire du royaume de Silla à Gyeongju construit au VIIe siècle.
Cet observatoire est mentionné dans le livre de géographie du Sejong Sillok (Les annales du roi Sejong) ainsi que dans le Dongguk Yeoji Seungnam (Étude de la géographie de la Corée). Il est également présent sur une carte de Pyongyang datant du XVIIIe siècle.